# Liste alphabétique de pianistes classiques
Cet article présente une liste de pianistes classiques, classés par ordre alphabétique.

## A
- Marcello Abbado
- Behzod Abduraimov
- Johann Christian Ludwig Abeille
- Peter Ablinger
- Kornél Ábrányi
- Isidore Achron
- Joaquín Achúcarro
- Carlo Acton
- Jean-Louis Adam
- Alice Ader
- Abel d'Adhémar
- Agnes Adler
- Adrian Aeschbacher
- Valeri Afanassiev
- Denes Agay
- Harald Agersnap
- Károly Aggházy
- Guido Agosti
- Frédéric Aguessy
- Julián Aguirre
- Pierre-Laurent Aimard
- Irène Aïtoff
- Maro Ajemian
- Théodore Akimenko
- Walid Akl
- Pedro Albéniz
- Eugen d'Albert
- Victor Aller
- Joey Alexander
- Dmitri Alexeev
- Eyvind Alnæs
- Ilse von Alpenheim
- Tadeáš Amadé
- Donna Amato
- Brenno Ambrosini
- Pascal Amoyel
- Géza Anda
- Giuseppe Andaloro
- Diane Andersen
- Piotr Anderszewski
- Leif Ove Andsnes
- Katja Andy
- Nicholas Angelich
- Conrad Ansorge
- Jean-François Antonioli
- Davide Anzaghi
- Ancuza Aprodu
- Ricardo Araújo
- Annie d'Arco
- Martha Argerich
- Kit Armstrong
- Racha Arodaky
- Claudio Arrau
- Igor Ardašev
- Anna Artobolevskaïa
- Elena Asachi
- Joseph Ascher
- Bernard d'Ascoli
- Saleem Abboud Ashkar
- Vladimir Ashkenazy
- Stefan Askenase
- Elizabeth Askren
- Francesco Attesti
- Louis Aubert
- Marc-Henri Aubert
- Josepha Barbara Auernhammer
- Håkon Austbø
- Ioulianna Avdeïeva
- Emanuel Ax
- Alina Azario

Début de page

## B
- Sergei Babayan
- Valentina Babor
- Daisy Bacca
- Sonya Bach
- Walter Bache
- Dmitri Bachkirov
- Wilhelm Backhaus
- Agathe Backer Grøndahl
- Paul Badura-Skoda
- Maurizio Baglini
- William Baines
- Dalton Baldwin
- Antonio Ballista
- Artur Balsam
- Alwin Bär
- Ecaterina Baranov
- Jean-Joël Barbier
- Pierre Barbizet
- Henri Barda
- Raoul Bardac
- Willy Bardas
- Delphine Bardin
- Daniel Barenboim
- Simon Barere
- Karl Heinrich Barth
- Béla Bartók
- Pierre Bartholomée
- Werner Bärtschi
- Anton Batagov
- Stanley Bate
- Enrique Bátiz
- Stefano Battaglia
- Paul Baumgartner
- Harold Bauer
- Jean-Efflam Bavouzet
- Amy Beach
- Emily Bear
- Joseph Beaulieu
- Karol Beffa
- Louis-Noël Belaubre
- Pieter-Jan Belder
- Giovanni Bellucci
- Maria Belooussova
- Vladimir Belov
- Bruno Belthoise
- Peter Bence
- Victor Bendix
- Arturo Benedetti Michelangeli
- Louis Benedictus
- Vanessa Benelli Mosell
- Juraj Beneš
- Arthur Benjamin
- Nathalie Béra-Tagrine
- Erik Berchot
- Boris Berezovsky
- Evelyne Berezovsky
- Ludwig Berger
- Wilhelm Berger
- Ilja Bergh
- Michał Bergson
- Charles Wilfrid de Bériot
- Ludmila Berlinskaïa
- Bart Berman
- Boris Berman
- Lazar Berman
- Mario Bernardi
- Christoph Berner
- Michel Béroff
- Leonard Bernstein
- José Berr
- Beatrice Berrut
- Henri Bertini
- Mario Bertoncini
- Louise Bessette
- Sondra Bianca
- Philippe Bianconi
- Fabio Bidini
- Marie Bigot
- Hervé Billaut
- Henry Richard Bird
- İdil Biret
- Myriam Birger
- Sári Bíró
- David Bismuth
- Lidija Bizjak
- Sanja Bizjak
- Léopoldine Blahetka
- Daniel Blanch
- Rafał Blechacz
- Stéphane Blet
- Vilém Blodek
- Fannie Bloomfield Zeisler
- John Blot
- Felix Blumenfeld
- Felicja Blumental
- Daniel Blumenthal
- Elisaveta Blumina
- Rimma Bobritskaïa
- Oleg Bochniakovitch
- Carl Maria von Bocklet
- Michèle Boegner
- Florent Boffard
- Caroline Boissier-Butini
- Édith Boivin-Béluse
- William Bolcom
- Jorge Bolet
- Elisso Bolkvadze
- João Domingos Bomtempo
- Véronique Bonnecaze
- Adolphe Borchard
- Renata Borgatti
- Victor Borge
- Alexandre Borovsky
- Marisa Borini
- Sergueï Bortkiewicz
- Leonard Borwick
- Hélène Boschi
- Henriëtte Bosmans
- Rita Bouboulidi
- Yuri Boukoff
- François Boulanger
- Stanislav Bounine
- Marc Bourdeau
- Brigitte Bouthinon-Dumas
- York Bowen
- Véronique Bracco
- Alexander Brailowsky
- Frank Braley
- Gena Branscombe
- Henri Brassard
- Louis Brassin
- Walter Braunfels
- Ronald Brautigam
- Alfred Brendel
- Luc Brewaeys
- Walter Bricht
- Michel Briguet
- Lionel Bringuier
- Benjamin Britten
- Patrick Bron
- Yefim Bronfman
- Hans Bronsart von Schellendorff
- Ingeborg Bronsart von Schellendorf
- Ignaz Brüll
- Thierry de Brunhoff
- Rudolf Buchbinder
- Marie-Françoise Bucquet
- Josef Bulva
- Agnelle Bundervoët
- Khatia Buniatishvili
- Gvantsa Buniatishvili
- Alan Bush
- Ammiel Bushakevitz
- Ferruccio Busoni
- Julius Buths

Début de page

## C
- Roberto Caamaño
- Laurent Cabasso
- Martial Caillebotte
- Mario Calado
- Hélène Calef
- Simon Callaghan
- Sergio Calligaris
- Sylvie Carbonel
- Celia Claudia Cambara Batista
- Maria Canals
- Alessandro Candini
- Bruno Canino
- Rose Cannabich
- Michel Capolongo
- Matilde Capuis
- Michel Cardinaux
- John Carmichael
- Mary Grant Carmichael
- Albertine Caron-Legris
- Teresa Carreño
- Paule Carrère-Dencausse
- Nazzareno Carusi
- Gaby Casadesus
- Jean Casadesus
- Robert Casadesus
- Gianluca Cascioli
- Alfredo Casella
- Henri Caspers
- Philippe Cassard
- Didier Castell-Jacomin
- Evencio Castellanos
- Niccolò Castiglioni
- Ricardo Castro
- Johann Peter Cavallo
- Félix Cazot
- Jitka Čechová
- Alessandra Celletti
- Ronald Center
- Ignacio Cervantes
- Roderick Chadwick
- Bertrand Chamayou
- Cécile Chaminade
- Christian Chamorel
- Abram Chasins
- Frédéric Chaslin
- Olivier Chauzu
- Elisabeth Chaverdian
- Tatiana Chebanova
- Rena Cherechevskaïa
- Shura Cherkassky
- Lucien Chevaillier
- Claire Chevallier
- Jan Chiapusso
- Erik Chisholm
- Gian Paolo Chiti
- Frederic Chiu
- Seong-Jin Cho
- Walter Chodack
- Frédéric Chopin
- Maxime Chostakovitch
- Kálmán Chován
- Françoise Choveaux
- Chow Ching Lie
- Christian Christiansen
- Amalie Christie
- Chung Myung-whun
- Leonardo Ciampa
- Marcel Ciampi
- Dino Ciani
- Aldo Ciccolini
- Yves Claoué
- Wilhelmine Clauss-Szarvady
- Franz Clement
- Muzio Clementi
- Van Cliburn
- France Clidat
- Françoise de Clossey
- Harriet Cohen
- Hermann Cohen
- Patrick Cohen
- Roger Sacheverell Coke
- Paul Coker
- Naida Cole
- Laure Colladant
- Catherine Collard
- Jean-Philippe Collard
- Jean-Philippe Collard-Neven
- Finghin Collins
- Josep Colom
- José Comellas
- Elizabeth Sprague Coolidge
- Elizabeth Cooper
- George Copeland
- Imogen Cooper
- Claude Coppens
- Dominique Cornil
- Alfred Cortot
- Leland A. Cossart
- Clotilde Coulombe
- Mildred Couper
- Hélène Couvert
- Frederic Hymen Cowen
- Johann Baptist Cramer
- Harold Craxton
- Évelyne Crochet
- Patrick et Taeko Crommelynck
- Paul Crossley
- Juliette de Crousaz
- Marcella Crudeli
- Gábor Csalog
- Michael Csányi-Wills
- José Cubiles
- Maria Curcio
- Curtis O. B. Curtis-Smith
- Clifford Curzon
- William Cusins
- Solomon Cutner
- Claude Cymerman
- Carl Czerny
- Joseph Czerny
- Halina Czerny-Stefańska
- György Cziffra
- Adam Czulak

Début de page

## D
- Michel Dalberto
- Dang Thai Son
- Edward Dannreuther
- Irina Danšina
- Jeanne-Marie Darré
- Emīls Dārziņš
- Elfi von Dassanowsky
- Harry Datyner
- Célimène Daudet
- François Daudet
- Louis Joseph Daussoigne-Méhul
- Bella Davidovitch
- Dennis Russell Davies
- Anthony Davis
- William Dayas
- Pietro De Maria
- Lucas Debargue
- Marie-Louise Debogis
- Émile Decombes
- Sylviane Deferne
- Florence Delaage
- Nelson Delle-Vigne Fabbri
- Jeanne Demessieux
- Nikolaï Demidenko
- Jörg Demus
- Ekaterina Derjavina
- Lucette Descaves
- Romain Descharmes
- Claire Désert
- Françoise Deslogères
- Joseph Dessauer
- Robert Nathaniel Dett
- Helmut Deutsch
- Pascal Devoyon
- Marina Di Giorno
- Anton Diabelli
- Misha Dichter
- Antoine Didry-Demarle
- Louis Diémer
- Marie Dihau
- Shani Diluka
- Geneviève Dinand
- Issay Dobrowen
- Ignacy Feliks Dobrzyński
- Paul Doguereau
- Ernő Dohnányi
- Joanna Domańska
- Peter Donohoe
- Sergueï Dorenski
- Manana Doijachvili
- Andreas Domjanic
- Anton Door
- Françoise Doreau
- Barry Douglas
- Kimiko Douglass-Ishizaka
- Roy Douglas
- Julius Drake
- Kenny Drew, Jr.
- Alexander Dreyschock
- Zbigniew Drzewiecki
- Sandra Droucker
- Jean Dubé
- Alexandre Dubuque
- François-René Duchâble
- Thomas Duis
- Pascal Dumay
- Maurice Dumesnil
- François Dumont
- André Dumortier
- Auguste Dupont
- Marc Durand
- Emmanuel Durlet
- František Xaver Dušek
- Jan Ladislav Dussek
- Edmond Duvernoy
- Jean-Baptiste Duvernoy
- Alphonse Duvernoy

Début de page

## E
- Anton Eberl
- Akiko Ebi
- Johann Gottfried Eckard
- Severin von Eckardstein
- Sophie-Carmen Eckhardt-Gramatté
- Gladys Egbert
- Youri Egorov
- Billy Eidi
- Konstantin Eïgues
- Ludovico Einaudi
- Severin Eisenberger
- Ulrich Eisenlohr
- Jan Ekier
- Abdel Rahman El Bacha
- Stéphanie Elbaz
- Edson Elias
- Stéphan Elmas
- Michael Endres
- Georges Enesco
- Per Enflo
- Karl Engel
- Emma Engelmann
- Brigitte Engerer
- Thomas Enhco
- Philippe Entremont
- Julius Epstein
- Sandrine Erdely-Sayo
- Eduard Erdmann
- Victor Eresko
- Ferenc Erkel
- László Erkel
- Verda Erman
- Iván Erőd
- Christoph Eschenbach
- Carl Eschmann-Dumur
- Anna Esipova
- Miguel Ángel Estrella
- Róża Etkin-Moszkowska
- Jacqueline Eymar

Début de page

## F
- Mikhaïl Faerman
- Jean-Luc Fafchamps
- Clara Mathilda Faisst
- René Falquet
- Christopher Falzone
- Guido Alberto Fano
- Miguel Farré Mallofré
- László Fassang
- Christian Favre
- Laure Favre-Kahn
- Anna Fedorova
- Samouïl Feinberg
- Simone Féjard
- Ádám Fellegi
- Till Fellner
- Albert Ferber
- Howard Ferguson
- Polly Ferman
- Alexander Fesca
- Jacques Février
- John Field
- Goran Filipec
- Martina Filjak
- Elena Filonova
- Sergio Fiorentino
- Rudolf Firkušný
- Alissa Firsova
- Annie Fischer
- Edith Fischer
- Edwin Fischer
- Leon Fleisher
- Iakov Flier
- Ingrid Fliter
- Fanny Flodin-Gustavson
- George Flynn
- Andor Földes
- Jean-Baptiste Fonlupt
- Bruno Fontaine
- Julian Fontana
- Bengt Forsberg
- Vittorio Forte
- Malcolm Frager
- Homero Francesch
- Samson François
- Claude Frank
- Gabriela Lena Frank
- Peter Frankl
- Justus Frantz
- Marylin Frascone
- David Fray
- Vito Frazzi
- Nelson Freire
- Gérard Frémy
- Etelka Freund
- Emil Frey
- Géza Frid
- Arthur Friedheim
- Ignaz Friedman
- James Friskin
- Gunnar de Frumerie
- Herbert Fryer
- Fu Cong
- Kotaro Fukuma
- Adolfo Fumagalli
- Disma Fumagalli
- Luca Fumagalli
- Polibio Fumagalli

Début de page

## G
- Gábor Gabos
- Ossip Gabrilowitsch
- Justyna Gabzdyl
- Irwin Gage
- James Allen Gähres
- Pascal Gallet
- Marie Cécile Galos
- Youli Galperine
- Gottfried Galston
- Piero Gamba
- Gerardo Gandini
- Cord Garben
- Olivier Gardon
- Emmanuel Garnier
- Andreï Gavrilov
- Eugène Gayrhos
- Koharik Gazarossian
- Franz Xaver Gebel
- Michael Gees
- Constanze Geiger
- Jean-Christophe Geiser
- Bruno Leonardo Gelber
- Josef Gelinek
- Patrick Genet
- Jules Gentil
- Ada Gentile
- Lukas Geniušas
- Friedrich Gernsheim
- Vincent Ghadimi
- Teo Gheorghiu
- Alexandre Ghindine
- Simon Ghraichy
- Luis Gianneo
- Reine Gianoli
- Jack Gibbons
- Walter Gieseking
- Hubert Giesen
- Jonathan Gilad
- Emil Gilels
- Boris Giltburg
- Jakob Gimpel
- Anton Ginsburg
- Grigory Ginzburg
- Stéphane Ginsburgh
- Thomas Girard
- Marie-Catherine Girod
- Philippe Giusiano
- Werner Wolf Glaser
- Mireille Gleizes
- Pascal Godart
- Leopold Godowsky
- Alexandre Goedicke
- Nelson Goerner
- Mona Golabek
- Itamar Golan
- Arthur Gold
- Alexandre Goldenweiser
- Anthony Goldstone
- August Göllerich
- Alexis Golovin
- Antonio Gómezanda
- Richard Goode
- Stewart Goodyear
- Ida Gotkovsky
- Jay Gottlieb
- Glenn Gould
- Morton Gould
- Eugène Gounst
- Lélia Gousseau
- Yvonne Gouverné
- Pierre Goy
- Gary Graffman
- Percy Grainger
- Enrique Granados
- Carlo Grante
- Richard Grayson
- Arthur De Greef
- Joseph Gregoir
- David Greilsammer
- Geoffrey Grey
- Jeffrey Grice
- Natalia Grima
- Hélène Grimaud
- Maria Grinberg
- Cor de Groot
- Benjamin Grosvenor
- Alfred Grünfeld
- Juan María Guelbenzu
- Alberto Guerrero
- Albert Guinovart
- Friedrich Gulda
- Youra Guller
- Adolf Gutmann
- François-Frédéric Guy

Début de page

## H
- Annette Haas
- Karl Haas
- Werner Haas
- Monique Haas
- Ingrid Haebler
- Andreas Haefliger
- Caroline Haffner
- Jean-Louis Haguenauer
- Majoie Hajary
- Júlia Hajdú
- Josef Hála
- Charles Hallé
- Mark Hambourg
- Leonid Hambro
- Paul Hamburger
- Marc-André Hamelin
- Ilmari Hannikainen
- Conrad Hansen
- Eliza Hansen
- Adam Harasiewicz
- Guy d'Hardelot
- Clara Haskil
- Johann Wilhelm Hässler
- Tomohiro Hatta
- Joyce Hatto
- John Liptrot Hatton
- Jean-Jacques Hauser
- Walter Hautzig
- Hikaru Hayashi
- Endre Hegedűs
- Éric Heidsieck
- Jean-François Heisser
- Claude Helffer
- David Helfgott
- Stephen Heller
- Fujiko Hemming
- Herbert Henck
- Gerard Hengeveld
- Hans Henkemans
- Jean-Claude Henriot
- Nicole Henriot-Schweitzer
- Yves Henry
- Adolph von Henselt
- René Herbin
- Johann David Hermann
- Romain Hervé
- Henri Herz
- Myra Hess
- Angela Hewitt
- Paul Hillemacher
- Markus Hinterhäuser
- Masayuki Hirahara
- Kazuko Hiyama
- HJ Lim
- Karol Hławiczka
- Josef Hofmann
- Ludwig Hoffmann
- Philipp Karl Hoffmann
- Karel Hoffmeister
- Heinrich Hofmann
- Randolph Hokanson
- Richard Hol
- Jakub Virgil Holfeld
- Hartmut Höll
- Otakar Hollmann
- Bill Hopkins
- Patricia Blomfield Holt
- Helen Hopekirk
- Vladimir Horowitz
- Mieczysław Horszowski
- Nicolas Horvath
- Nicole Hostettler
- Andrej Hoteev
- Stephen Hough
- Daria Hovora
- Leslie Howard
- Roy Howat
- Emmanuelle Huart
- Jean Hubeau
- Gerold Huber
- Yvonne Hubert
- Cécile Hugonnard-Roche
- Thierry Huillet
- Johann Nepomuk Hummel
- Bruce Hungerford
- Franz Hünten
- Anastasia Huppmann
- Ilja Hurník
- Cyril Huvé

Début de page

## I
- Valentina Igoshina
- Constantin Igoumnov
- Motonari Iguchi
- Ivan Ilić
- Eugen Indjic
- Stanislav Ioudenitch
- Harry Isaacs
- Andrés Isasi
- Eugene Istomin
- Kei Itō
- Yasuhide Itō
- Amparo Iturbi
- José Iturbi
- Christian Ivaldi

Début de page

## J
- Marek Jablonski
- Marie Jaëll
- Vladas Jakubėnas
- Jenő Jandó
- Byron Janis
- Tasso Janopoulo
- Rudolf Jansen
- Therese Jansen Bartolozzi
- Mungonzazal Janshindulam
- Keith Jarrett
- Andrzej Jasiński
- Judith Jáuregui
- Zdeněk Jílek
- Geneviève Joerin-Margot
- Grant Johannesen
- Graham Johnson
- Catherine Joly
- Suzanne Joly
- Martin Jones
- Richard Hyung-ki Joo
- Rafael Joseffy
- Igor Joukov
- Geneviève Joy
- Eileen Joyce
- Terence Judd
- Marie-Josèphe Jude

Début de page

## K
- Teresa Kaban
- David Kadouch
- Pál Kadosa
- Ivo Kahánek
- Claude Kahn
- Maria Kalergis
- Friedrich Kalkbrenner
- Lilian Kallir
- Mayumi Kameda
- Toshiyuki Kamioka
- John Kamitsuka
- William Kapell
- Yoheved Kaplinsky
- Nikolaï Kapoustine
- Jozef Kapustka
- Václav Kaprál
- Mirabelle Kajenjeri
- Leonid Karev
- Natalia Karp
- Jean-Rodolphe Kars
- Martin Kasík
- Yakov Kasman
- Julius Katchen
- Cyprien Katsaris
- Jacob Katsnelson
- Mine Kawakami
- Constance Keene
- Alexander Kelly
- Freddy Kempf
- Wilhelm Kempff
- François Kerdoncuff
- Olga Kern
- Eugène Ketterer
- Aliza Kezeradze
- Youri Khanon
- Vadym Kholodenko
- Ruriko Kikuchi
- Edward Kilenyi
- Sunwook Kim
- Theodor Kirchner
- John Kirkpatrick
- Wacław Kisielewski
- Gyula Kiss
- Ievgueni Kissine
- Anatole Kitain
- Ivan Klánský
- Jan Kleczyński
- Gideon Klein
- Eliška Kleinová
- August Alexander Klengel
- Karl Klindworth
- Hertha Klust
- Eugeniusz Knapik
- Stanislav Knor
- Iwan Knorr
- Aimi Kobayashi
- Tobias Koch
- Zoltán Kocsis
- Raoul Koczalski
- Mari Kodama
- Denis Kojoukhine
- Írma Kolássi
- Lubka Kolessa
- Szczepan Kończal
- Kostia Konstantinoff
- Aloys et Alfons Kontarsky
- Evgeni Koroliov
- Klára Körmendi
- Michael Korstick
- György Kósa
- Karel Košárek
- Jason Kouchak
- Ielena Kouchnerova
- Giorgio Koukl
- Stephen Kovacevich
- Leopold Kozeluch
- Vladimir Kraïnev
- Boris Krajný
- Detlef Kraus
- Lili Kraus
- Martin Krause
- Zygmunt Krauze
- Carl August Krebs
- Karlrobert Kreiten
- Marcus Kretzer
- Cathy Krier
- Katia Krivokochenko
- Roumen Kroumov
- Wilhelm Krüger
- Łukasz Krupiński
- André Krust
- Lidia Książkiewicz
- Antonín Kubálek
- Natacha Kudritskaya
- Anton Kuerti
- David Kuijken
- Gary Kulesha
- Franz Kullak
- Theodor Kullak
- Ludvík Kundera
- Ewa Kupiec
- Vilém Kurz
- Růžena Kurzová
- Stefan Kutrzeba
- Jaroslav Kvapil
- Radoslav Kvapil
- James Kwast

Début de page

## L
- Monique de La Bruchollerie
- John La Montaine
- Marielle et Katia Labèque
- Piotr Lachert
- Théodore Lack
- Ignaz Ladurner
- Isabelle et Florence Lafitte
- Marc Laforet
- Frédérique Lagarde
- Adam Laloum
- Télémaque Lambrino
- Frederic Lamond
- Serge Lancen
- Louis Lancien
- Wanda Landowska
- Françoise Landowski-Caillet
- Piers Lane
- Lang Lang
- Gustav Lange
- Peter Lange-Müller
- Siegfried Langgaard
- Irina Lankova
- Vanessa Lann
- André Laplante
- Thomas Larcher
- Christophe Larrieu
- Alicia de Larrocha
- Aleksander Lasoń
- Peep Lassmann
- Sten Lassmann
- Charles Lassueur
- Wilhem Latchoumia
- Jean-François Latour
- Marcel Lattès
- Jon Laukvik
- Célestin Lavigueur
- Ingmar Lazar
- Igor Lazko
- Luise Adolpha Le Beau
- Félix Le Couppey
- Claire-Marie Le Guay
- Éric Le Sage
- Eric Le Van
- Sigmund Lebert
- Sophie Lebrun
- Noël Lee
- Reinbert de Leeuw
- Yvonne Lefébure
- Alain Lefèvre
- Ethel Leginska
- Kenneth Leighton
- Karl Leimer
- Bernard Lemmens
- Trudelies Leonhardt
- Elisabeth Leonskaïa
- Christian Leotta
- Franciszek Lessel
- Kolja Lessing
- Teodor Leszetycki
- Theodore Lettvin
- Guy-François Leuenberger
- Yvonne Levering
- Michaël Levinas
- James Levine
- Igor Levit
- Mischa Levitzki
- Ernst Levy
- Heniot Levy
- Lazare-Lévy
- Raymond Lewenthal
- Hans Leygraf
- Josef Lhévinne
- Rosina Lhévinne
- George Li
- Yundi Li
- Jean-Paul Liardet
- Julien Libeer
- Francesco Libetta
- Cecile Licad
- Lowell Liebermann
- Emil Liebling
- Michail Lifits
- Konstantin Lifschitz
- Dong-Hyek Lim
- Dong-Min Lim
- Klaus Linder
- Alekseï Lioubimov
- Dinu Lipatti
- Marijan Lipovšek
- Jan Lisiecki
- Valentina Lisitsa
- Franz Liszt
- Henry Litolff
- Kate Liu
- David Lively
- Liu Shih-kun
- Lino Liviabella
- Delphine Lizé
- Teresa Llacuna
- Frederic Lliurat i Carreras
- Kate Loder
- Arthur Loesser
- Georg Simon Löhlein
- Kathleen Long
- Marguerite Long
- Marie-Josée Lord
- Jeanne Loriod
- Yvonne Loriod
- Louis Lortie
- Nikolaï Louganski
- Jerome Lowenthal
- Paul Loyonnet
- Eric Lu
- Andrea Lucchesini
- Jean-Marc Luisada
- Gianluca Luisi
- Franciszek Łukasiewicz
- Maciej Łukaszczyk
- Bruno Lukk
- Radu Lupu
- David Lutz
- Moura Lympany

Début de page

## M
- Hamish MacCunn
- Edward MacDowell
- Marian MacDowell
- Willard MacGregor
- Geoffrey Douglas Madge
- Paquita Madriguera
- Nikita Magaloff
- Miłosz Magin
- Frederik Magle
- Gisèle Magnan
- Oleg Maisenberg
- Jerzy Maksymiuk
- Joaquim Malats
- Witold Małcużyński
- Thérèse Malengreau
- Xénia Maliarevitch
- Evgueni Malinin
- Riccardo Malipiero
- Amalie Malling
- Madeleine Malraux
- Alexander Malter
- Cristian Mandeal
- Auguste Mangeot
- Gottfried Mann
- Jeff Manookian
- Franco Mannino
- Adele Marcus
- Myriam Marbe
- Czesław Marek
- Vahan Mardirossian
- Władysława Markiewiczówna
- Antoine-François Marmontel
- Frank Marshall
- Wayne Marshall
- Ginette Martenot
- Madeleine Martenot
- Jean Martin
- Joséphine Martin
- Laurent Martin
- Malcolm Martineau
- Claudio Martínez Mehner
- João Carlos Martins
- Giuseppe Martucci
- Jean-Pierre Marty
- Eduard Marxsen
- Jordi Masó
- William Mason
- Kikuko Masumoto
- Remi Masunaga
- André Mathieu
- Georges Mathias
- Tobias Matthay
- Denis Matsouïev
- Francesco Mazzoli
- John McCabe
- Nicholas McCarthy
- Thierry Mechler
- Nikolaï Medtner
- Cornelius Meister
- Henryk Melcer-Szczawiński
- Alexander Melnikov
- Lysandre Ménard
- Fanny Mendelssohn
- Sophie Menter
- Hephzibah Menuhin
- Jeremy Menuhin
- Yaltah Menuhin
- Hélène Mercier-Arnault
- Oskar Merikanto
- Viktor Merjanov
- Dominique Merlet
- Frank Merrick
- Blaise Mettraux
- Noel Mewton-Wood
- Brigitte Meyer
- Marcelle Meyer
- Selmar Meyrowitz
- Jean Micault
- Aleksander Michałowski
- Jurij Mihevec
- Laura Mikkola
- Leonora Milà
- Nathalia Milstein
- Hannes Minnaar
- Maurice de Mirecki
- Dimitri Mitropoulos
- Yumeko Mochizuki
- Jean-Pierre Moeckli
- Robert Moevs
- Evgueni Moguilevski
- Benno Moiseiwitsch
- Federico Mompou
- Gabriela Montero
- Caroline Montigny-Rémaury
- Emánuel Moór
- Gerald Moore
- Vera Moore
- Lottie Morel
- Albertine Morin-Labrecque
- Renée Morisset
- Ksenia Morozova
- Ignaz Moscheles
- Germaine Mounier
- Géry Moutier
- Franz Xaver Wolfgang Mozart
- Maria Anna Mozart
- Mu-Ye Wu
- Mieczysław Munz
- Roger Muraro
- Art Murphy
- Branka Musulin

Début de page

## N
- Hideki Nagano
- Émile Naoumoff
- Lev Naoumov
- Yves Nat
- Eldar Nebolsin
- Pascal Nemirovski
- Jascha Nemtsov
- Jean-Frédéric Neuburger
- Adolf Neuendorff
- Heinrich Neuhaus
- Stanislas Neuhaus
- Alberto Neuman
- Edmund Neupert
- Ethelbert Nevin
- John Newmark
- Elly Ney
- Christoph Nichelmann
- Christine Niggeler
- Leonid Nikolaïev
- Tatiana Nikolaïeva
- Andrei Nikolsky
- Joaquín Nin
- Joaquín Nin-Culmell
- Henry Cotter Nixon
- Ludvig Norman
- Marilyn Nonken
- David Owen Norris
- Eunice Norton
- Gustav Nottebohm
- Ekaterina Novitskaïa

Début de page

## O
- Lev Oborine
- Isabelle Oehmichen
- Noriko Ogawa
- Garrick Ohlsson
- Junko Okazaki
- David Ezra Okonşar
- Janusz Olejniczak
- Jocy de Oliveira
- Jacques van Oortmerssen
- Ursula Oppens
- Gerhard Oppitz
- Anne-Marie Ørbeck
- Napoleon Orda
- Rafael Orozco
- Marina Osman
- Micheline Ostermeyer
- Alice Sara Ott
- Mona Asuka Ott
- Anna Caroline Oury
- Cécile Ousset
- Hall Overton

Début de page

## P
- Pavel Pabst
- Enrico Pace
- Vladimir de Pachmann
- Ignacy Paderewski
- Kun-Woo Paik
- Piotr Paleczny
- Josef Páleníček
- Alexandre Paley
- John Palmer
- Jan Panenka
- Marie Panthès
- Milica Pap
- Gianfranco Pappalardo Fiumara
- Antonio Pappano
- Marie-Thérèse Paquin
- Théodore Paraskivesco
- Maria Hester Park
- Geoffrey Parsons
- Denis Pascal
- Ditta Pásztory
- Ernst Pauer
- Bruno Peltre
- Jean-Claude Pennetier
- Guy Penson
- Jorge Pepi-Alós
- Ernst Perabo
- Murray Perahia
- Ana Pérez Ventura
- Luis Fernando Pérez
- Javier Perianes
- Vlado Perlemuter
- Claudine Perretti
- Vincent Persichetti
- Louis Persinger
- Cédric Pescia
- Egon Petri
- Johann Samuel Petri
- Nikolaï Petrov
- Stéphane Peyrot
- Tristan Pfaff
- Isidor Philipp
- Celestino Piaggio
- Edith Picht-Axenfeld
- Riccardo Pick-Mangiagalli
- Francesco Piemontesi
- Willem Pijper
- Maciej Pikulski
- Maciej Pikulski
- George Pinto
- Maria João Pires
- Evelina Pitti
- Artur Pizarro
- Pēteris Plakidis
- Roberto Plano
- Louis Plaidy
- Alain Planès
- Francis Planté
- Mikhaïl Pletnev
- Camille Pleyel
- Marie Pleyel
- Jean-Luc Plouvier
- Jonathan Plowright
- Barbara Ployer
- Georges Pludermacher
- Ivo Pogorelić
- Émile Poillot
- François-Xavier Poizat
- Daniel Pollack
- Cesare Pollini
- Francesco Pollini
- Maurizio Pollini
- Jean-Bernard Pommier
- Michael Ponti
- Roland Pöntinen
- Tiffany Poon
- Hans Posegga
- Viktoria Postnikova
- Cipriani Potter
- Arthur Pougin
- Leff Pouishnoff
- Jonathan Powell
- Louis-Barthélémy Pradher
- Pierre Pradier
- Almeida Prado
- Ivan Pratch
- Jorge Luís Prats
- Menahem Pressler
- André Previn
- Herbert Prikopa
- Josef Proksch
- Daniel Propper
- Émile Prudent
- Eduardo del Pueyo
- Raoul Pugno
- Henriette Puig-Roget
- Joan Baptista Pujol

Début de page

## Q
- Anne Queffélec
- Leopoldo Querol
- Michel Quéval

Début de page

## R
- Alexandre Rabinovitch
- Georges Rabol
- Ilya Rachkovsky
- Sergueï Rachmaninov
- Ferenc Rados
- Alain Raës
- Phillip Ramey
- Dezső Ránki
- Marc de Ranse
- František Rauch
- Michael Raucheisen
- Benjamin Rawitz
- Pierre Réach
- Ferdinand Rebay
- Olivier Reboul
- Antoine Rebstein
- Viviane Redeuilh
- Manuel Rego
- Aribert Reimann
- Karel Reiner
- Alfred Reisenauer
- Nadia Reisenberg
- Franz Reizenstein
- Eugène Reuchsel
- Hermann Reutter
- Lívia Rév
- Stéphane Reymond
- Inhyang Ri
- Mathilde de Ribaupierre
- Charles Richard-Hamelin
- Éliane Richepin
- Sviatoslav Richter
- Hans Richter-Haaser
- Robert Riefling
- Ferdinand Ries
- Joël Rigal
- Benjamin Righetti
- Bruno Rigutto
- Bernard Ringeissen
- Édouard Risler
- André Ristic
- Théodore Ritter
- Peter Ritzen
- Bernard Roberts
- Bruno Robilliard
- Jacqueline Robin
- Marguerite Roesgen-Champion
- Pascal Rogé
- Landon Ronald
- Julius Röntgen
- Peter Rösel
- Charles Rosen
- David Rosenmann-Taub
- Moriz Rosenthal
- Antoine Rossfelder
- Charlotte de Rothschild
- Marie Roubaud de Cournand
- Jacques Rouvier
- Véronique Roux
- Ludomir Różycki
- Julius Röntgen
- Mūza Rubackytė
- Anton Rubinstein
- Arthur Rubinstein
- Joseph Rubinstein
- Nikolaï Rubinstein
- Wolfgang Rübsam
- Ernst Rudorff
- Mikhail Rudy
- RueiBin Chen
- Herbert Ruff
- Antonio Ruiz-Pipó
- Walter Rummel
- Franz Rupp
- Sandro Russo
- Harold Rutland
- Frederic Rzewski

Début de page

## S
- Josep Sabater
- Rosa Sabater
- Vassili Safonov
- Caroline Sageman
- Lionel Sainsbury
- Roustem Saïtkoulov
- Lise de la Salle
- André Salomon
- Serhiy Salov
- Hedy Salquin
- Olga Samaroff
- Vitaly Samoshko
- Harold Samuel
- Pierre Sancan
- Esteban Sánchez
- Carla Sandoval
- György Sándor
- Samuel Simons Sanford
- Carles Santos Ventura
- Ángel Sanzo
- Vassili Sapelnikov
- Alexandre Satz
- Emil von Sauer
- Amandine Savary
- Wolfgang Sawallisch
- Fazıl Say
- Franco Scala
- Vincenzo Scaramuzza
- Rafael Schächter
- Xaver Scharwenka
- Ernest Schelling
- Olga Scheps
- Konstantin Scherbakov
- Anna Stella Schic
- Tjako van Schie
- András Schiff
- Ragna Schirmer
- Mon Schjelderup
- Steffen Schleiermacher
- Paul de Schlözer
- Ole Schmidt
- Aloys Schmitt
- Élie Robert Schmitz
- Artur Schnabel
- Karl Ulrich Schnabel
- Catherine Schneider
- Eric Schneider
- Friedrich Schneider
- Irina Schnittke
- Arthur Schoonderwoerd
- Johann Samuel Schroeter
- Erwin Schulhoff
- Johann Paul Schulthesius
- Siegfried Schultze
- Clara Schumann
- Ludwig Schuncke
- Philippa Schuyler
- Louis Schwizgebel-Wang
- Ludvig Schytte
- Alexandre Scriabine
- Julian Scriabine
- Pía Sebastiani
- János Sebestyén
- György Sebök
- Bruno Seidlhofer
- Atsuko Seki
- Bernhard Sekles
- Blanche Selva
- Pavel Serebriakov
- Anaït Serekian
- Peter Serkin
- Rudolf Serkin
- Hüseyin Sermet
- Marie-Louise Sérieyx
- Valentina Serova
- Misia Sert
- Setrak
- Dona Sévène
- Lorris Sevhonkian
- Jean-Paul Sevilla
- Jean-Paul Sevilla
- Giovanni Sgambati
- Luciano Sgrizzi
- Allen Shawn
- Wen-Yu Shen
- Frank Sheridan
- Percy Sherwood
- Fumiko Shiraga
- Dmitry Shishkin
- Valery Sigalevitch
- Thorkell Sigurbjörnsson
- Béla Síki
- Vestards Šimkus
- Abbey Simon
- Antoine Simon
- Jan Simon
- Natalia Sitolenko
- Niklas Sivelöv
- Katia Skanavi
- Mustapha Skandrani
- Lauma Skride
- Alexandre Slobodyanik
- Jane Sloman
- Lisa Smirnova
- Julia Smith
- Lawrence Leighton Smith
- Ronald Smith
- Inger Södergren
- Viviana Sofronitsky
- Vladimir Sofronitsky
- Michel Sogny
- Grigory Sokolov
- Lydie Solomon
- Péter Solymos
- Elizabeth Sombart
- Harry Somers
- Alice Sommer Herz
- Yeol Eum Son
- Siheng Song
- Kaikhosru Shapurji Sorabji
- Enrique Soro
- Valérie Soudères
- Charles Spencer
- Daniel Spiegelberg
- Camille-Marie Stamaty
- Alexeï Stantchinski
- Naum Starkmann
- Martin Stadtfeld
- Andreas Staier
- Robert Starer
- Bernhard Stavenhagen
- Bronislav Stayevski
- Joseph Anton Steffan
- Jacques Stehman
- Daniel Steibelt
- Juliana Steinbach
- Pavel Štěpán
- Ilona Štěpánová-Kurzová
- Johann Franz Xaver Sterkel
- Eduard Steuermann
- Hugo Steurer
- Ronald Stevenson
- Henri Stierlin-Vallon
- Jane Stirling
- Zygmunt Stojowski
- Joop Stokkermans
- August Stradal
- Ignace Strasfogel
- Oscar Strasnoy
- Johann Andreas Streicher
- Natalia Strelchenko
- Rémy Stricker
- Emmanuel Strosser
- Michael Studer
- Christophe Sturzenegger
- Grete Sultan
- Alexei Sultanov
- Bruce Sutherland
- Emmanuelle Swiercz
- Felix Swinstead
- Beata Szalwinska
- Arnold Székely
- George Szell
- Árpád Szendy
- Maria Szymanowska
- Władysław Szpilman

Début de page

## T
- Gabriel Tacchino
- Magda Tagliaferro
- Gino Tagliapietra
- Nadia Tagrine
- Aki Takahashi
- Yūji Takahashi
- Mari Takano
- Rentarō Taki
- Roza Tamarkina
- Philippe Tamborini
- Hibiki Tamura
- Melvyn Tan
- Władysław Tarnowski
- Izumi Tateno
- Carl Tausig
- André Tchaikowsky
- Alexandre Tcherepnine
- Dimitri Tchesnokov
- Sophie Teboul
- Robert Teichmüller
- Thomas Tellefsen
- Per Tengstrand
- Sigismund Thalberg
- Alexandre Tharaud
- Jean-Yves Thibaudet
- Françoise Thinat
- François-Joël Thiollier
- István Thomán
- Germaine Thyssens-Valentin
- Cédric Tiberghien
- Zdenka Ticharich
- Boris Tichtchenko
- Ignace Tiegerman
- Sergio Tiempo
- Vera Timanova
- Lioubov Timofeïeva
- Edgar Tinel
- Pedro Tintorer
- Maria Tipo
- Pier Adolfo Tirindelli
- Camillo Togni
- Patsy Toh
- Marek Tomaszewski
- Dubravka Tomšič Srebotnjak
- Enric Torra
- Enrico Toselli
- Donald Tovey
- Geoffrey Tozer
- José Tragó
- Katharina Treutler
- Julian Trevelyan
- Daniil Trifonov
- Francesco Tristano
- Raymond Trouard
- Simon Trpčeski
- Nobuyuki Tsujii
- Véra Tsybakov
- David Tudor
- Genc Tukiçi
- Józef Turczyński
- Rosalyn Tureck
- Geirr Tveitt
- Sarah Tysman

Début de page

## U
- Mitsuko Uchida
- Ayako Uehara
- Dina Ugorskaïa
- Anatol Ugorski
- Fredrik Ullén
- Imre Ungár
- Alexandre Uninsky
- Mihaela Ursuleasa
- Tomoharu Ushida

Début de page

## V
- Mauricio Vallina
- Pere Vallribera i Moliné
- Aline van Barentzen
- Jean-Claude Vanden Eynden
- Daniel Varsano
- Dinorah Varsi
- Tamás Vásáry
- Andrée Vaurabourg
- Dimitri Vassilakis
- Frédéric Vaysse-Knitter
- Giovanni Velluti
- Isabelle Vengerova
- Mario Venzago
- Justine Verdier
- Marie Vermeulin
- Robert Veyron-Lacroix
- José Vianna da Motta
- Jórunn Viðar
- Carles Gumersind Vidiella i Esteba
- Roger Vignoles
- Audrey Vigoureux
- Joseph Villa
- Alexandre Villoing
- Auguste Vincent
- Ricardo Viñes
- Anna Vinnitskaïa
- Elisso Virssaladze
- Jāzeps Vītols
- Roman Vlad
- Stefan Vladar
- Pantcho Vladiguerov
- Bruno Vlahek
- Boyan Vodenitcharov
- Lars Vogt
- Arcadi Volodos
- Pierre-Alain Volondat
- Daniela von Bülow
- Leopold von Meyer
- Lukáš Vondráček
- Jan Václav Hugo Voříšek
- Antonino Votto
- Jan Vriend

Début de page

## W
- Vanessa Wagner
- Aarno Walli
- Bruno Walter
- André Watts
- Émile Wambach
- Yuja Wang
- Daniel Wayenberg
- Margrit Weber
- François Weigel
- Alan Weiss
- Alexis Weissenberg
- Günther Weissenborn
- Ernst Ferdinand Wenzel
- Erik Werba
- John White
- Józef Wieniawski
- Friedrich Wieck
- Andrzej Wierciński
- Tom Wiggins
- Earl Wild
- Alberto Williams
- John Williamson
- Johann Wilhelm Wilms
- August Winding
- Alexander Winkler
- Stanisław Wisłocki
- Paul Wittgenstein
- Daniel Wnukowski
- Joseph Woelfl
- Bolesław Woytowicz
- Friedrich Wührer
- Caroline Wuiet
- Ingolf Wunder
- Václav Würfel
- Klára Würtz
- Yehudi Wyner

## X
- Zhu Xiao-Mei
- Zhong Xu

Début de page

## Y
- Omar Yagoubi
- Takashi Yamamoto
- Ventsislav Yankoff
- Varduhi Yeritsyan
- Maria Youdina
- Théo Ysaÿe

Début de page

## Z
- Fausto Zadra
- Christian Zacharias
- Iakov Zak
- Hiroaki Zakōji
- Amilcare Zanella
- Juliusz Zarębski
- Francesco Zaza
- Isidora Žebeljan
- Carlo Zecchi
- Maxime Zecchini
- Władysław Żeleński
- Mélodie Zhao
- Lyuba Zhecheva
- Géza Zichy
- Jarosław Zieliński
- Grete von Zieritz
- Lilya Zilberstein
- Hermann Zilcher
- Alexandre Ziloti
- Krystian Zimerman
- Pierre-Joseph-Guillaume Zimmerman
- Kristýna Znamenáčková
- Alissa Zoubritski
- Emilie Zumsteeg
- Nikolaï Zverev
- Rudolf Zwintscher
- Wojciech Żywny

Début de page